# Saguache County
Das Saguache County ist ein County im zentralen Teil des US-Bundesstaates Colorado. Der Verwaltungssitz (County Seat) ist Saguache.

## Geschichte
Saguache County wurde 1866 aus Teilen des Costilla County und des Lake County gebildet. Saguache bedeutet in der Sprache der Ute-Indianer „Blaue Erde“ oder „Wasser auf blauer Erde“.

## Geographie
Im County liegt der Crestone Peak, an der Grenze zum Custer County, die auch vom San Luis Valley repräsentiert wird. Der Crestone Peak ist der größte Berg der sog. Crestones (vier „Viertausender“, Crestone Peak, Crestone Needle, Kit Carson Mountain, Humboldt Peak). Eine weitere große Erhebung ist der Mount Ouray mit 4.253 Metern südwestlich von Salida (Colorado).
Das County wird im Uhrzeigersinn von den Bezirken Gunnison im Nordwesten und Norden, Chaffee im Norden, Fremont im Nordwesten, Custer im Osten, Huerfano im Südosten, Alamosa und Rio Grande im Süden, Mineral im Südwesten und Hinsdale im Westen umschlossen.
Im County wie auch im Alamosa County befindet sich der Great Sand Dunes National Park.
Im Süden des Countys befindet sich das Baca National Wildlife Refuge (Wildtierreservat). Im Westen des Countys der Gunnison National Forest (Nationalforst).

## Demografische Daten

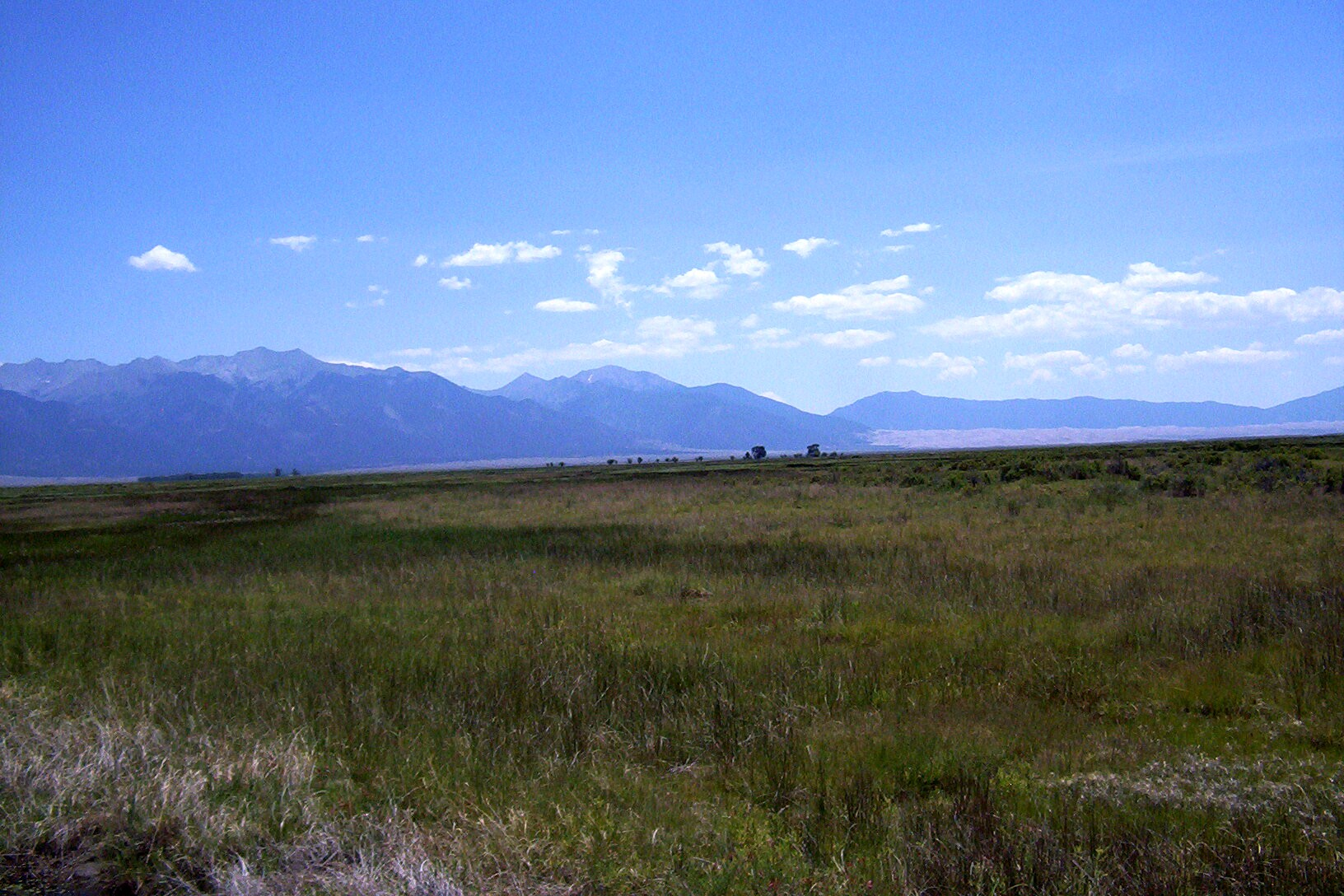
Das Baca National Wildlife Refuge

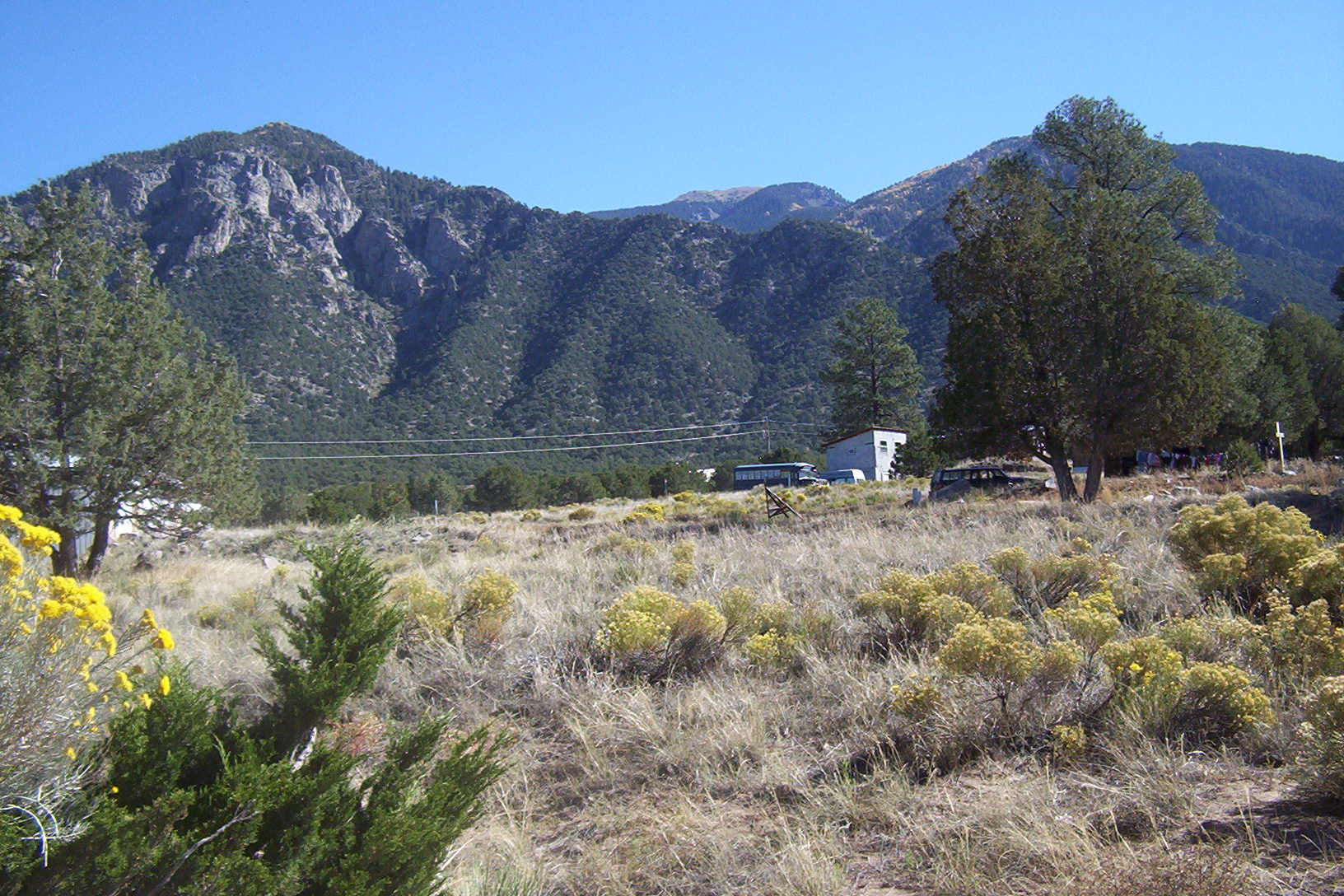
Der Sangre de Cristos

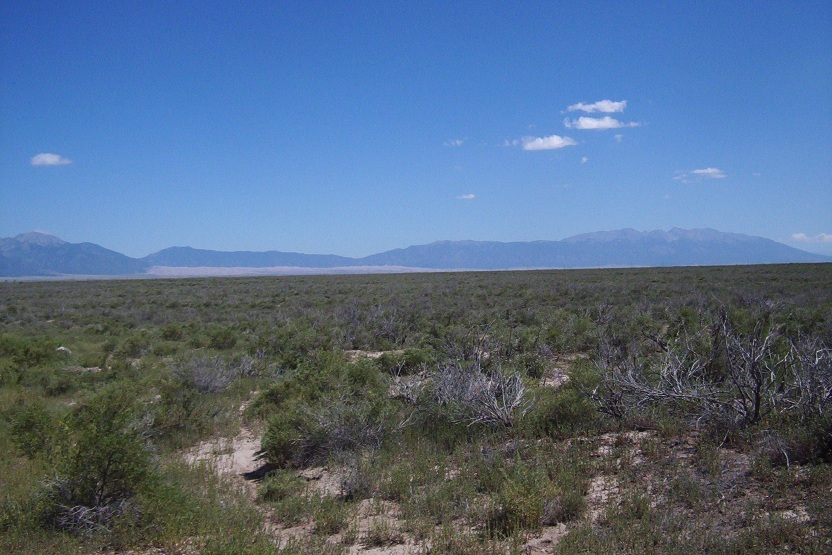
Das Chico Closed Basin im San Luis Valley

Nach der Volkszählung im Jahr 2000 lebten im County 5917 Menschen. Es gab 2300 Haushalte und 1557 Familien. Die Bevölkerungsdichte betrug 1 Einwohner pro Quadratkilometer. Ethnisch betrachtet setzte sich die Bevölkerung zusammen aus 71,29 Prozent Weißen, 0,12 Prozent Afroamerikanern, 2,06 Prozent amerikanischen Ureinwohnern, 0,46 Prozent Asiaten, 0,00 Prozent Bewohnern aus dem pazifischen Inselraum und 23,00 Prozent aus anderen ethnischen Gruppen; 3,08 Prozent stammten von zwei oder mehr Ethnien ab. 45,26 Prozent der Gesamtbevölkerung waren spanischer oder lateinamerikanischer Abstammung.
Von den 2.300 Haushalten hatten 33,4 Prozent Kinder und Jugendliche unter 18 Jahre, die bei ihnen lebten. 52,7 Prozent waren verheiratete, zusammenlebende Paare, 11,0 Prozent waren allein erziehende Mütter. 32,3 Prozent waren keine Familien. 26,9 Prozent waren Singlehaushalte und in 7,7 Prozent lebten Menschen im Alter von 65 Jahren oder darüber. Die Durchschnittshaushaltsgröße betrug 2,56 und die durchschnittliche Familiengröße lag bei 3,15 Personen.
Auf das gesamte County bezogen setzte sich die Bevölkerung zusammen aus 28,4 Prozent Einwohnern unter 18 Jahren, 7,9 Prozent zwischen 18 und 24 Jahren, 26,0 Prozent zwischen 25 und 44 Jahren, 26,9 Prozent zwischen 45 und 64 Jahren und 10,8 Prozent waren 65 Jahre alt oder darüber. Das Durchschnittsalter betrug 37 Jahre. Auf 100 weibliche Personen kamen 101,7 männliche Personen, auf 100 Frauen im Alter ab 18 Jahren kamen statistisch 99,7 Männer.
Das jährliche Durchschnittseinkommen eines Haushalts betrug 25.495 USD, das Durchschnittseinkommen der Familien betrug 29.405 USD. Männer hatten ein Durchschnittseinkommen von 25.158 USD, Frauen 18.862 USD. Das Prokopfeinkommen betrug 13.121 USD. 22,6 Prozent der Bevölkerung und 18,7 Prozent der Familien lebten unterhalb der Armutsgrenze. Darunter waren 27,6 Prozent der Bevölkerung unter 18 Jahren und 12,5 Prozent der Einwohner ab 65 Jahren.

## Sehenswürdigkeiten

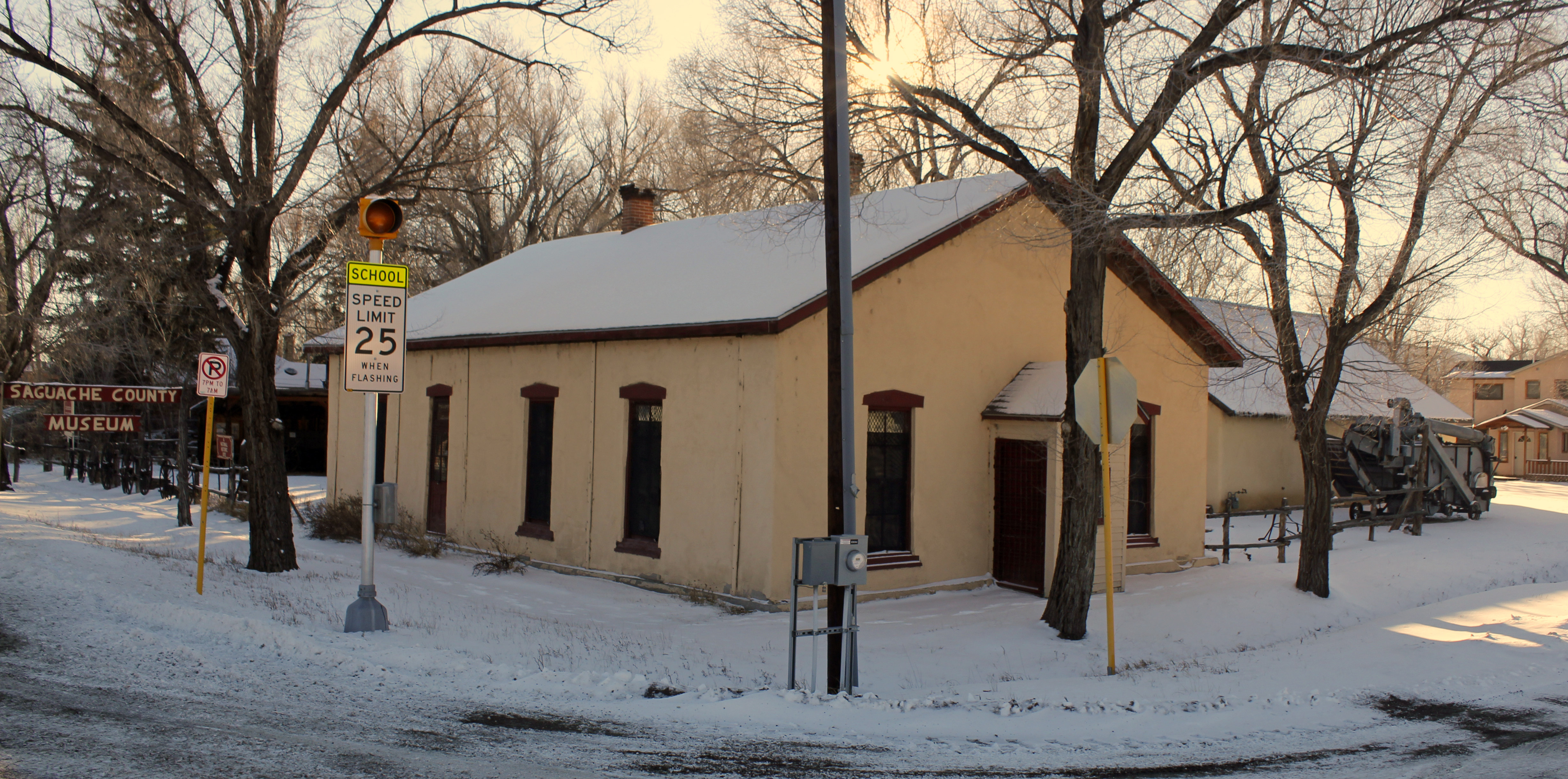
Saguache School and Jail Buildings (2012). Dieser Schul- und Gefängnisgebäudekomplex wurde im Mai 1975 als erstes Objekt im County in das NRHP eingetragen.

Neun Bauwerke, Stätten und historische Bezirke (Historic Districts) im Saguache County sind im National Register of Historic Places („Nationales Verzeichnis historischer Orte“; NRHP) eingetragen (Stand 26. September 2022), darunter zwei Kirchen, zwei archäologische Fundstätten und eine Mühle.

## Orte im Saguache County
- Alder
- Bonanza
- Bonita
- Center
- Chester
- Cottonwood
- Crestone
- Duncan
- Iris
- Kerper City
- La Garita
- Liberty
- Mineral Hot Springs
- Moffat
- Parkville
- Saguache
- Sargents
- Spook City
- Villa Grove